# Bloed, Zweet & Luxeproblemen
Bloed, Zweet & Luxeproblemen was een Belgisch televisieprogramma dat werd uitgezonden door Eén. In dit programma worden jongeren meegenomen naar ontwikkelingsgebieden, waar ze enkele dagen samenleven met de lokale arbeiders en bewoners. Het eerste seizoen werd opgenomen in Sri Lanka en Ghana. Het programma is gebaseerd op het vrijwel gelijknamige Nederlandse televisieprogramma Bloed, Zweet en Luxeproblemen dat in 2012 werd uitgezonden door BNN.

## Seizoen 1

### Kandidaten
| Naam               | Leeftijd | Bekende ouders                      | Studie                       |
| ------------------ | -------- | ----------------------------------- | ---------------------------- |
| Beau De Coster     | 24 jaar  | Rani De Coninck en Gust De Coster   | Sport Management             |
| Marie Mosuse       | 20 jaar  | Jill Duchateau en Ronny Mosuse      | Sociologie                   |
| Zion Diericx       | 19 jaar  | Geena Lisa en Coco Jr.              | Toegepaste Jeugdcriminologie |
| Britt Das          | 20 jaar  | Marleen Merckx en Michael Das       | Drama                        |
| Milan Van Walstijn | 19 jaar  | Martine Prenen en Luc Van Walstijn  | International Business       |
| Céleste Cockmartin | 19 jaar  | Goedele Liekens en Chris Cockmartin | Neuropsychologie             |

### Afleveringen
| # | Uitzenddatum     | Gebeurtenis                                                         | Land                | Kijkcijfers (plaats in top 10) |
| - | ---------------- | ------------------------------------------------------------------- | ------------------- | ------------------------------ |
| 1 | 3 december 2018  | Aankomst in Sri Lanka en werken in textielindustrie                 | België en Sri Lanka | 807.288 (5)                    |
| 2 | 10 december 2018 | Werken in textielindustrie en garnalenkwekerij                      | Sri Lanka           | 698.250 (5)                    |
| 3 | 17 december 2018 | Werken in garnalenkwekerij en aankomst in Ghana                     | Sri Lanka en Ghana  | 664.586 (6)                    |
| 4 | 7 januari 2019   | Werken in goudmijn en kwik gebruiken om goud te scheiden van modder | Ghana               | 708.134 (7)                    |
| 5 | 14 januari 2019  | Werken in goudmijn en cacaoboerderij                                | Ghana               | 749.432 (4)                    |
| 6 | 21 januari 2019  | Werken in cacaoboerderij en dierenslachterij                        | Ghana               | 818.033 (3)                    |
| 7 | 28 januari 2019  | Werken in cacaoboerderij en thuiskomst in België                    | Ghana               | 723.896 (7)                    |